# IC 2125
IC 2125 је лентикуларна галаксија у сазвјежђу Зец која се налази на листи објеката дубоког неба у Индекс каталогу.
Деклинација објекта је - 27° 0' 57" а ректасцензија 5h 24m 28,1s. Привидна величина (магнитуда) објекта IC 2125 износи 13,4 а фотографска магнитуда 14,4. IC 2125 је још познат и под ознакама ESO 487-8, PGC 17238.